# Jan Tiletschke
Jan Rudolf Tiletschke (ur. 28 sierpnia 1891 w Krakowie, zm. 1940 w ZSRR) – pułkownik dyplomowany artylerii Wojska Polskiego, kawaler Orderu Virtuti Militari.

## Życiorys
Syn Jana urodzony 28 sierpnia 1891 w Krakowie. 17 grudnia 1918 został przyjęty z byłej cesarskiej i królewskiej armii do Wojska Polskiego z zatwierdzeniem posiadanego stopnia kapitana oraz przydzielony do 1 pułku artylerii polowej w Warszawie z jednoczesnym odkomenderowaniem do Sztabu Generalnego WP. W okresie od 4 października 1920 roku do maja 1921 roku był szefem sztabu 10 Dywizji Piechoty w Łodzi. 9 maja 1921 roku został przydzielony do Inspektoratu Armii Nr III gen. broni Stanisława Szeptyckiego na stanowisko 1 referenta. 3 maja 1922 roku został zweryfikowany w stopniu podpułkownika ze starszeństwem z dniem 1 czerwca 1919 roku i 79. lokatą w korpusie oficerów artylerii. W 1923 roku był pełniącym obowiązki oficera sztabu Inspektoratu Armii Nr IV w Krakowie i równocześnie pozostawał oficerem nadetatowym 7 pułku artylerii polowej w Częstochowie. 1 grudnia 1924 roku awansował na pułkownika ze starszeństwem z dniem 15 sierpnia 1924 roku i 14. lokatą w korpusie oficerów artylerii. W tym samym roku pełnił służbę w macierzystym pułku w Częstochowie. Od października 1925 roku dowodził 13 pułkiem artylerii polowej stacjonującym w garnizonie Równe. W listopadzie 1931 roku został zwolniony ze stanowiska dowódcy pułku i przeniesiony do dyspozycji dowódcy Okręgu Korpusu Nr II. W okresie od 6 listopada do 23 grudnia 1931 roku w Równem pełnił równocześnie obowiązki 13 pap i 2 Grupy Artylerii. Z dniem 30 kwietnia 1932 roku został przeniesiony w stan spoczynku. W 1934 roku pozostawał w ewidencji Powiatowej Komendy Uzupełnień Łuck. Posiadał przydział do Oficerskiej Kadry Okręgowej Nr II. Był wówczas „przewidziany do użycia w czasie wojny”.
Wiosną 1940 został zamordowany w Bykowni na Ukrainie. Jego nazwisko figuruje na Ukraińskiej Liście Katyńskiej.

## Ordery i odznaczenia
- Krzyż Srebrny Orderu Wojskowego Virtuti Militari nr 5237 (28 lutego 1922)[17]
- Krzyż Walecznych (dwukrotnie)
- Złoty Krzyż Zasługi (29 kwietnia 1925)[18]